# Alexandre Cavalcanti
Pour les articles homonymes, voir Cavalcanti.
Alexandre Cavalcanti, né le 27 décembre 1996 à Almada, est un handballeur international portugais qui évolue au poste d'arrière gauche au MT Melsungen.

## Palmarès

### En club
- Vainqueur de la Coupe du Portugal (2) : 2016, 2018
- Vainqueur de la Supercoupe du Portugal (2) : 2017, 2019
- Deuxième du Championnat de France (3) : 2020, 2022 et 2024
- Coupe de France
  - Vainqueur (2) :  2023 et 2024
  - Finaliste (1) : 2022
- Vainqueur de la Coupe de la Ligue (1) : 2022
- Trophée des champions
  - Vainqueur (1) : 2022
  - Finaliste (1) : 2023

### En sélection
Alexandre Cavalcanti connaît sa première sélection le 5 avril 2018 face à la  France à la Golden League. Ses résultats en sélection sont :
- 6e place au Championnat d'Europe 2020
- 10e place au Championnat du monde 2021
- 19e place au Championnat d'Europe 2022
- 13e place au Championnat du monde 2023
- 7e place au Championnat d'Europe 2024